# Championnat d'Espagne de batels
Le Championnat d'Espagne de batels est un championnat qui a lieu tous les ans entre les batels des clubs d'aviron fédérés d'Espagne, organisé par la Fédération espagnole d'Aviron.

## Palmarès
| Lieu              | Année |                         |                         |                      |
| ----------------- | ----- | ----------------------- | ----------------------- | -------------------- |
| Retiro – Madrid   | 1944  | Castro-Urdiales         | Santurce                | S.E.U. Bilbao        |
| Portugalete       | 1945  | Iberia                  | Castro-Urdiales         | Santurce             |
| Retiro – Madrid   | 1946  | Iberia                  | Pedreña                 | Avilés               |
| Retiro – Madrid   | 1947  | Laredo                  | Castro-Urdiales         | Iberia               |
| Retiro – Madrid   | 1948  | Esperanza San Sebastián | Pesca Santander         | Iberia               |
| Avilés            | 1949  | Náutico Portugalete     | Esperanza San Sebastián | A.H.V. Vizcaya       |
| Retiro – Madrid   | 1950  | Iberia                  | Esperanza San Sebastián | Ribadeo              |
| Retiro – Madrid   | 1951  | Orio                    | Castropol               | Iberia               |
| Irun              | 1952  | Iberia                  | Orio                    | Zumaia               |
| Avilés            | 1953  | Rameurs du Nalón        | Castropol               | Iberia               |
| Portugalete       | 1954  | Iberia                  | Portugalete             | Remeros del Nalón    |
| Portugalete       | 1955  | Iberia                  | Sanjuandarra            | Lasarte              |
| Portugalete       | 1956  | Lasarte-Michelin        | Iberia                  | Kaiku                |
| Santander         | 1957  | San Pedro               | Iberia                  | Pedreña              |
| La Corogne        | 1958  | Kaiku                   | E.D. Centro             | Cofradía Coruña      |
| Saragosse         | 1959  | Sanjuandarra            | Iberia                  | Kaiku                |
| La Corogne        | 1960  | Orio                    | Remeros del Nalón       | Pedreña              |
| Portugalete       | 1961  | Avilés                  | Castropol               | Parameiras           |
| La Corogne        | 1962  | Castropol               | Yola P.Donibane         | Cofradía Coruña      |
| Avilés            | 1963  | Mugardos                | Iberia                  | E.D. Coruña          |
| Castropol         | 1964  | Castropol               | Kaiku                   | Remeros del Eo       |
| Castropol         | 1965  | Castropol               | Mugardos                | Kaiku                |
| Cedeira           | 1966  | Mugardos                | Kaiku                   | Castropol            |
| Tolosa            | 1967  | San Pedro               | Oarso Errenteria        | Tolosa               |
| Castro-Urdiales   | 1968  | S.D.R. Castro           | Castro Urdiales B       | Portugalete          |
| Portugalete       | 1969  | San Pedro               | Santoña                 | Portugalete          |
| Castropol         | 1970  | San Pedro               | Santoña                 | Castropol            |
| Portugalete       | 1971  | San Pedro               | Pedreña                 | Mugardos             |
| Cedeira           | 1972  | Argoños                 | Luanco                  | Arkote               |
| Pasaia            | 1973  | Santoña                 | Lasarte                 | Beraun               |
| Santander         | 1974  | Laredo                  | Lasarte                 | Luanco               |
| Luanco            | 1975  | Laredo                  | Raspas                  | Veleta Tolosa        |
| Las Arenas        | 1976  | Laredo                  | Veleta Tolosa           | Raspas               |
| Santander         | 1977  | Veleta Tolosa           | Kaiku                   | Argoños              |
| Orio              | 1978  | Kaiku                   | Pasai Donibane          | Luanco               |
| Castro-Urdiales   | 1979  | Santurtzi               | Pasai Donibane          | Castro Urdiales      |
| Luanco            | 1980  | Veleta Tolosa           | Portugalete             | Ciérvana             |
| Bermeo            | 1981  | Orio                    | Bermeo                  | Ciérvana             |
| La Corogne        | 1982  | Getaria                 | Ciérvana                | Castro Urdiales      |
| Pasaia            | 1983  | Zumaia                  | Ciérvana                | Mundaka              |
| Castro-Urdiales   | 1984  | Zumaia                  | Ciérvana                | Castropol            |
| O Grove           | 1985  | Zumaia                  | Santoña                 | Iberia               |
| Navia             | 1986  | Santoña                 | Zumaia                  | Kaiku                |
| Bermeo            | 1987  | Santoña                 | Iberia                  | Kaiku                |
| Cedeira           | 1988  | Ciérvana                | Iberia                  | A Cabana             |
| Santander         | 1989  | Ciérvana                | Santurce                | C.R.C Santander      |
| Getaria           | 1990  | Ciérvana                | Santurce                | Castropol            |
| Cangas do Morrazo | 1991  | Orio                    | Castropol               | Ciérvana             |
| Castropol         | 1992  | Camargo                 | Perillo                 | A Cabana             |
| Castro-Urdiales   | 1993  | Orio                    | Koxtape                 | Castropol            |
| Sestao            | 1994  | Castropol               | Orio                    | Ondárroa             |
| La Corogne        | 1995  | Orio                    | Mecos                   | Cabo da Cruz         |
| Avilés            | 1996  | Perillo                 | Orio                    | Cedeira              |
| Castro-Urdiales   | 1997  | Perillo                 | Tirán                   | Orio                 |
| Castro-Urdiales   | 1998  | Perillo                 | Castropol               | Muros                |
| La Corogne        | 1999  | Castropol               | Mundaca                 | Castropolense        |
| Trasona           | 2000  | C.R. Mecos              | Castropol               | Amegrove             |
| Santander         | 2001  | C.R. Mecos              | Karmeleko Ama           | S.D.R Castreña       |
| Sestao            | 2002  | C.R. Mecos              | S.D.R. Astillero        | La Maruca            |
| La Corogne        | 2003  | Castropol               | C.R. Mecos              | S.D.R. Astillero     |
| Ferrol            | 2004  | S.D.R. Astillero        | Mugardos                | C.R. Amegrove        |
| Santander         | 2005  | S.D.R. Astillero        | C.R. Mecos – O Grove    | Náutico Vigo         |
| Sestao            | 2006  | S.D.R. Astillero        | A Cabana                | Bateratze            |
| Meira             | 2007  | S.D.R. Astillero        | Castropol               | Samertolameu-Meira   |
| Sestao            | 2008  | S.D.R. Castreña         | S.D.R. Astillero        | Samertolameu - Meira |
| Santander         | 2009  | S.D.R. Castro           | Samertolameu – Meira    | S.D.R. Astillero     |
| Ferrol            | 2010  | S.D.R. Astillero        | Samertolameu - Meira    | Bermeo               |
| Ferrol            | 2011  | S.D.R. Astillero        | Trasmiera               | Kaiku                |

### Sources
- (es) Cet article est partiellement ou en totalité issu de l’article de Wikipédia en espagnol intitulé « Campeonato de España de Bateles » (voir la liste des auteurs).